# کریستین گرابینسکی
کریستین گرابینسکی (انگلیسی: Cristian Grabinski؛ زادهٔ ۱۲ ژانویهٔ ۱۹۸۰) بازیکن فوتبال اهل آرژانتین است.
از باشگاه‌هایی که در آن بازی کرده‌است می‌توان به باشگاه فوتبال نیولز اولد بویز و باشگاه فوتبال راسینگ کلوب آویاندا اشاره کرد.